# Frontera entre Cuba i Hondures
La frontera entre Cuba i Hondures és totalment marítima i es troba al Mar Carib. El 21 d'agost de 2012 es va formalitzar un tractat amb una línia de demarcació sobre quatre punts la forma geomètrica de la qual coincideix amb la forma de l'illa de la Juventud.
- CH-1 19° 32’ 25.80” N. 84° 38’ 30.66” W.
- CH-2 19° 00’ 00” N. 84° 29’ 00” W.
- CH-3 19° 00’ 00” N. 84° 00’ 00” W.
- CH-4 19° 27’ 57” N. 83° 35’ 50” W.